# Childerik I
Childerik I (född omkring 436 eller 437, död omkring 481 eller 482) kung över de saliska frankerna, tidig merovingisk härskare.  Childerik var möjligen son till sin företrädare Merovech, en position som han enligt traditionen övertog 457 eller 458; far till Klodvig I. I sina krigståg utgick Childerik från det land omkring Tournai som han erhållit från Rom.
Childerik besegrade visigoterna, som försökte expandera längs med floden Loire, omkring 463 vid Orléans tillsammans med den romerske generalen Aegidius som var stationerad vid Soissons. Efter Aegidius' död lierade han sig med Paul av Angers i ett krigståg och besegrade goterna. Odovakar anföll Angers men besegrades av Childerik följande dag under ett slag då Paul dödades och som slutade med att Childerik intog staden. Därpå förföljde Childerik en saxisk krigarhärd till öarna vid Loires mynning där han förintade dem. Enligt Gregorius av Tours lierade sig Childerik därpå med Odovakar i ett krigtåg mot allemaner som försökte invadera Italien.
Dessa är de enda fakta som är kända om Childerik och de är inte helt tillförlitliga. Berättelserna om hur han fördrevs av frankerna efter att ha tagit deras kvinnor; om hans åttaåriga vistelse i Thüringen hos kung Basin och drottning Basina; om att han återvände efter att hans tjänare sänt honom ett halvt guldmynt som ett tecken på att han tryggt kunde göra det; och om drottning Basinas, hans gemål, ankomst till Tournai är legendariska berättelser som alla kommer från Gregorius av Tours' Historia Francorum.
Efter Västroms fall 476 betraktade sig Childerik uppenbarligen som befriad från sina förpliktigelser gentemot Rom. Han dog 481 i sitt huvudsäte Tournai och överlämnade tronen till sin son Klodvig I. Hans grav hittades 1653, med bland annat hans signetring med inskriften "Childerici Regis".